# Dichorisandra tenuior
Dichorisandra tenuior là một loài thực vật có hoa trong họ Commelinaceae. Loài này được Mart. mô tả khoa học đầu tiên năm 1830.